# 扭萼凤仙花
扭萼凤仙花（学名：Impatiens tortisepala）是凤仙花科凤仙花属的植物，是中国的特有植物。分布在中国大陆的四川等地，生长于海拔1,500米至2,900米的地区，一般生长在山谷阴湿处，目前尚未由人工引种栽培。